# Software proprietar
Termenul software proprietar (din engleză proprietary software, numit uneori în limba română și software de proprietar sau proprietăresc) este frecvent folosit pentru a desemna programele și aplicațiile de calculator care nu sunt software liber (în particular, nici cu sursă deschisă), după definițiile date de Fundația pentru Software Liber și Open Source Initiative. 
Terminologia pentru formele de licențiere software nu este complet standardizată și poate genera contradicții. Înțelesul literal al termenului „software proprietar” este acela că programul are un proprietar al drepturilor de autor care poate controla modul cum este folosit programul, în contrast cu programele libere sau cele din domeniul public. Totuși, termenul este frecvent folosit în sens mai restrâns, pentru a descrie programele și aplicațiile care impun restricții privind utilizarea și modificarea, sau restricții considerate excesive privind copierea sau publicarea (în formă modificată sau nemodificată). Aceste restricții sunt puse asupra lor de către proprietari. În acest ultim sens, software-ul proprietar este cunoscut și ca „software ne-liber”, prin contrast cu software-ul liber.
Un caz special este acela când proprietarul unui program de tip software proprietar poate decide ca acesta să fie tratat ca un program din domeniul public, însă fără a livra și programul sursă aferent.

## Exemple
Clasa software-ului proprietar este foarte largă și cunoscută, exemple tipice de software proprietar fiind Microsoft Windows, Autodesk AutoCAD și Adobe Photoshop.